# Louis Messance
Louis Messance (2 janvier 1734, royaume de France - 19 avril 1796, France) est un démographe français. On lui doit les premières études démographiques sur la population du royaume de France, travaux qui amèneront son gouvernement à vouloir dénombrer la population.

## Biographie
Louis Messance naît le 2 janvier 1734. Fils de négociant, il se distingue par ses travaux en finances. Établi à Lyon, il se met au service de l'intendant de la ville, Jean-Baptiste François de la Michodière.
Dans les années 1760, en réplique à Montesquieu et Richard Cantillon qui avancent que la population du royaume de France décline, Messance effectue des recherches démographiques. En s'appuyant sur les registres des naissances, il affirme au contraire que la population des provinces croît. Il publie ses conclusions dans Recherches sur la population des généralités d'Auvergne, de Lyon, de Rouen, et.... Dans cet ouvrage, Messance inscrit des « Réflexions sur le prix des grains », qui reçoivent les éloges d'Adam Smith, l'auteur de La Richesse des nations. À la suite de la parution de l'ouvrage, le gouvernement du royaume lance un programme de dénombrement systématique de la population française.
Dans les années subséquentes, Messance poursuit ses travaux en démographie, mais ne publie rien. C'est seulement en 1788 qu'il publie les résultats de ses recherches dans Les Nouvelles Recherches, prolongeant ses travaux antérieurs.
Franc-maçon, il est membre de la loge "la Philanthropie" de Saint-Étienne, appartenant au  Grand Orient de France, installée le 9 juin 1776.
Louis Messance meurt le 19 avril 1796.

## Œuvres
- Recherches sur la population des généralités d'Auvergne, de Lyon, de Rouen et de quelques provinces et villes du royaume, avec des Réflexions sur la valeur du bled tant en France qu'en Angleterre depuis 1674 jusqu'en 1764..., Paris, Durand, 1766
- Les Nouvelles Recherches, 1788